# Irakli Garibasjvili
Irakli Garibasjvili (Georgisch: ირაკლი ღარიბაშვილი) (Tbilisi, 28 juni 1982) is een Georgisch politicus. Hij was tweemaal premier van Georgië, van november 2013 tot december 2015 en van februari 2021 tot januari 2024. Hij was tevens tweemaal voorzitter van de partij Georgische Droom.

## Biografie
Van 1999 tot 2005 studeerde Garibasjvili internationale relaties aan de Staatsuniversiteit van Tbilisi waar hij een master behaalde. Van 2002 tot 2004 volgde hij een uitwisselingsprogramma aan de Universiteit Parijs 1 Panthéon-Sorbonne. Vanaf 2004 was hij geassocieerd met de Georgische zakenman en multimiljardair Bidzina Ivanisjvili.

### Politieke carrière
Ivanisjvili richtte in 2012 de partij Georgische Droom op, die de parlementsverkiezingen van dat jaar won. Garibasjvili werd aangesteld als minister van Binnenlandse Zaken in het kabinet van premier Ivanisjvili. Toen Ivanisjvili in november 2013 een stap terug zette als premier, schoof hij Garibasjvili naar voren als zijn opvolger. Ook droeg Ivanisjvili het voorzitterschap van Georgische Droom aan hem over.
Garibasjvili was bij zijn aantreden als premier 31 jaar oud en was daarmee de jongste premier van Georgië tot dan toe. In 2015 was hij op Kim Jong-un na de jongste regeringsleider wereldwijd. Eind december 2015 trok Garibasjvili zich plotseling terug als partijvoorzitter en premier. In beide functies werd hij opgevolgd door Giorgi Kvirikasjvili, die daarvoor minister van Buitenlandse Zaken was. Garibasjvili ging daarna terug het bedrijfsleven in.
In september 2019 werd Garibasjvili aangesteld als minister van Defensie in het kabinet van partijgenoot Giorgi Gacharia. Toen deze in februari 2021 opstapte tijdens een diepe politieke crisis na de parlementsverkiezingen van 2020, werd Garibasjvili opnieuw premier. Garibasjvili zocht samen met partijvoorzitter Irakli Kobachidze de politieke confrontatie met de Europese Unie en de Verenigde Staten. Desondanks kreeg Georgië onder het premierschap van Garibasjvili het kandidaat-lidmaatschap voor de EU. Op 29 januari 2024 nam hij ontslag als premier, en werd partijvoorzitter van Georgische Droom. Kobachidze volgde hem op als premier.
Op 25 april 2025 kondigde Garibasjvili zijn vertrek uit de politiek aan en legde zijn partijvoorzitterschap neer om weer terug te keren in het bedrijfsleven.